# Paraskevás Batzávalis
Paraskevás Batzávalis (grec moderne : Παρασκευάς Μπατζάβαλης), souvent appelé Páris Batzávalis (Πάρης Μπατζάβαλης ; né le 25 novembre 1994) est un athlète grec, spécialiste du lancer de javelot. À partir du 1er avril 2020, il représentera Chypre en compétitions internationales.
Le 20 juillet 2016, il porte son record personnel à 85,95 m à Thèbes.